# Mittelungspegel
Der Mittelungspegel Lm, auch energieäquivalenten Dauerschallpegel Leq, ist eine Berechnungs- und Messgröße in der Akustik. 
Der Mittelungspegel gibt den konstanten Schallpegel wieder, welcher über die Messdauer die gleiche Schallenergie aufweist, wie das gemessene Ereignis. 
Ist der Mittelungspegel an einem festgelegten Immissionsort bekannt, so kann daraus auch ein Beurteilungspegel durch die Addition bewertender Zuschläge, z. B. von Lästigkeitszuschlag oder nach Tonhaltigkeit bestimmt werden.
Werden mehrere Mittelungspegel schallenergetisch addiert, so erhält man den Gesamtpegel (auch resultierenden Pegel).

## Berechnung
Mit folgender Formel kann das Mittel eines Pegels über einen gewissen Beurteilungszeitraum oder für eine bestimmte Anzahl von Pegeln gebildet werden:
{\displaystyle {\begin{aligned}L_{m}&=10\cdot \lg \left({\frac {1}{T}}\cdot \int \limits _{0}^{T}10^{0,1\cdot L(t)}dt\right)\quad {\mbox{oder}}\\L_{m}&=10\cdot \lg \left({\frac {1}{N}}\cdot \sum \limits _{i=1}^{N}10^{0,1\cdot L_{i}}\right)\end{aligned}}}
mit
- betrachtetes Zeitintervall (Beurteilungszeitraum) T
- Schallpegel L(t) in Abhängigkeit von der Zeit t
- Anzahl N der gemessenen Schallpegel {\displaystyle L_{i}} (mit 1 {\displaystyle \leq } i {\displaystyle \leq } N).

## Normen und Standards
- DIN 45641 – Mittelung von Schallpegeln